# Mamady Sidibé
Mamady Sidibé (född 18 december 1979 i Bamako) är en malisk före detta fotbollsspelare (anfallare).
Sidibé började sin karriär i franska CA Paris innan han värvades av Swansea City den 25 augusti 2001. Där gjorde han 8 mål på 35 matcher innan han flyttade till Gillingham, för vilka han gjorde 13 mål på 115 matcher.
Sidibé kontrakterades av Stoke City och var vid ett tillfälle en av endast två anfallare i hela truppen. Han uppträdde som ensam toppforward i början på säsongen, och höll därmed Bruce Dyer på bänken. Så småningom värvade Stokes manager Johan Boskamp anfallaren Sambegou Bangoura att spela intill honom på anfallsposition.
Känd som 'Big Mama' är Sidibe en bollhållare snarare än en målgörare. Han spelar på internationell nivå för Mali, där han debuterade år 2002.
I oktober 2007 knivhöggs Sidibe av en åskådare under en internationell match mot Togo och led sedan av vad han själv beskrev som en hemsk skada..